# Rose Consort of Viols
Rose Consort of Viols es un consort de instrumentos británico formado por  violas da gamba fundado en 1990.
Interpretan principalmente música para consort de instrumentos de compositores ingleses, que van desde el Renacimiento, como  John Taverner y William Byrd, hasta el Barroco como William Lawes, Matthew Locke y Henry Purcell. También han incluido en su repertorio obras para violas y voces de los compositores contemporáneos Malcolm Bruno, Elizabeth Liddle e Ivan Moody.
El conjunto incluye frecuentemente en sus conciertos y grabaciones a otros artistas invitados como las sopranos Emma Kirkby y Ellen Hargis, las mezzosopranos Catherine King y Clare Wilkinson, los coros Red Byrd y BBC Singers, los laudistas Jacob Heringman, Jakob Lindberg y Christopher Wilson y el teclista Timothy Roberts.
El nombre del grupo deriva de una conocida familia de fabricantes de violas que vivió en la época en la que el repertorio inglés para consort tuvo su auge; principalmente, los dos John Rose: el padre y el hijo

## Discografía
- 1990 - Elizabethan Christmas Anthems. Junto con Red Byrd. Amon Ra CD-SAR 46.
- 1990 - Born is the Babe. Con Annabella Tysall. Woodmansterne 001-2
- 1992 - Dowland: Lachrimae or Seaven Teares figured in seaven Passionate Pavans. With seven of his songs on the theme of Tears. Con Caroline Trevor y Jacob Heringman. Amon Ra CD-SAR 55.
- 1993 - Ah, Dear Heart.... Songs, Dances and Laments from the Age of Elizabeth I. Con Annabella Tysall. Woodmansterne 002-2.
- 1993 - Jenkins: All in a Garden Green. Con Timothy Roberts. Naxos 8.550687.
- 1994 - Byrd: Consort and Keyboard Music, Songs and Anthems. Con Red Byrd, Tessa Bonner y Timothy Roberts. Naxos 8.550604.
- 1995 - Thomas Tomkins: Consort Music for Viols and Voices, Keyboard Music. Con Red Byrd y Timothy Roberts. Naxos 8.550602.
- 1996 - William Lawes: Consort Music for Viols, Lutes and Theorbos. Royal Consorts, Duets for Lute, Divisions on a Pavan. Con Jacob Heringman, David Miller y Timothy Roberts. Naxos 8.550601.
- 1996 - Orlando Gibbons: Consort and Keyboard Music, Songs and Anthems. Con Red Byrd, Tessa Bonner y Timothy Roberts. Naxos 8.550603.
- 1997 - Dowland: Consort Music and Songs. Con Catherine King. Naxos 8.553326.
- 1997 - Purcell: Complete Fantazias and In Nomines. Naxos 8.553957
- 1997 - Alfonso Ferrabosco: Consort Music .CPO 999 859.
- 1998 - John Ward: Upon a Bank with Roses, Consort Music. CPO 999 928
- 1999 - Elizabethan Songs and Consort Music. Obras de Byrd, Mundy, Parsons, Tallis, Taverner y Tye. Naxos 8.554284
- 2001 - O Clap Your Hands. Sacred Music by Orlando Gibbons. Junto con el Choir of Manchester Cathedral. Herald 278
- 2008 - Four Gentlemen of the Chapel Royal. Con Clare Wilkinson. Deux-Elles DXL 1129

Álbumes recopilatorios junto con otros grupos:
- 2008 - 16th Century Music for Viols. Junto con Fretwork. Portrait Classics PCL1005